# منتجع الساحرات
منتجع الساحرات رواية للروائي السوداني أمير تاج السر. صدرت الرواية لأوّل مرة عام 2015 عن دار الساقي في لندن. ودخلت في القائمة الطويلة للجائزة العالمية للرواية العربية لعام 2017، المعروفة باسم «جائزة بوكر العربية».

## حول الرواية
يروي الكاتب السوداني «أمير تاج السر» في هذه الرواية حكاية، امرأة بنكهة أخرى، اسمها «أببا تسفاي»، هبطت من حافلة قادمة من حدود إرتريا هربا من الحرب في بلادها. جمالها الأخّاذ حط في المكان الخطأ، بلا سند ولا مال ولا مأوى. حيث «عبد القيوم دليل جمعة»، الذي تمرّس في جرم السرقة ويعيش مشرّدًا، لمحها، فهب إليها، ونصّب نفسه حاميًا لها، وأحبها حبا غيّر حياته. بيد أن القدر رسم خاتمة أخرى.